# Рябуха, Иван Васильевич
Ива́н Васи́льевич Рябу́ха (1929 — 2019) —  бригадир плотников строительного управления №252 строительного треста №6 Главдальстроя Министерства строительства СССР в районах Дальнего Востока и Забайкалья, город Комсомольск-на-Амуре Хабаровского края. Герой Социалистического Труда (1981).

## Биография
Родился  22 сентября 1929 года в деревне Киевка Киевского сельсовета Татарского района Барабинского округа Западно-Сибирского края РСФСР (ныне — территория Новосибирской области).
В годы войны познал истинную цену труда, который стал для него главным мерилом всех поступков и дел. Весной победного 1945 года в колхозе «Заветы Ильича» Татарского района Новосибирской области первыми начать сев доверили 16-летнему Ивану Рябухе и двум девчонкам — больше было некому.
С 1945 года — механизатор в колхозе «Заветы Ильича» Татарского района Новосибирской области.
С 1954 года направлен в город Комсомольск-на-Амуре — плотником-бетонщик  Строительного управления треста №2. С 1955 года — бригадир бригады плотников-бетонщиков треста №6, которая первая в городе была удостоена почётного звания «Бригада коммунистического труда» за ударную работу при возведении объектов судостроительного завода №66 им. Ленинского комсомола. 11 августа 1966 года — «за успехи достигнутые в выполнении семилетнего плана по капитальному строительству за 1959—1965 годы» был награждён Орденом Трудового Красного Знамени.  4 марта 1974 года «за строительства пирса на судостроительном заводе» был награждён Орденом Ленина.
19 марта 1981 года  «за выдающиеся производственные успехи, достигнутые в выполнении заданий десятой пятилетки и социалистических обязательств» Указом Президиума Верховного Совета СССР Ивану Васильевичу Рябухе было присвоено звание Героя Социалистического Труда с вручением Медали «Серп и Молот» и Орденом Ленина. 
С 1988 года на пенсии. Умер 8 ноября 2019 года в Комсомольске-на-Амуре.

## Награды
- Медаль «Серп и Молот» (19.03.1981)
- Два Ордена Ленина (1974, 1981)
- Орден Трудового Красного Знамени (1966)